# Cantone di Agde
Il Cantone di Agde è una divisione amministrativa dell'arrondissement di Béziers.
A seguito della riforma approvata con decreto del 26 febbraio 2014, che ha avuto attuazione dopo le elezioni dipartimentali del 2015, è passato da 4 a 5 comuni.

## Composizione
I 4 comuni facenti parte prima della riforma del 2014 erano:
- Agde
- Bessan
- Marseillan
- Vias

Dal 2015 i comuni appartenenti al cantone sono i seguenti 5:
- Agde
- Bessan
- Marseillan
- Portiragnes
- Vias